# Opuntia parviclada
Opuntia parviclada ist eine Pflanzenart in der Gattung der Opuntien (Opuntia) aus der Familie der Kakteengewächse (Cactaceae). Das Artepitheton parviclada leitet sich vom lateinischen Wort parvus für ‚klein‘ sowie dem griechischen Wort klados für ‚Zweig‘ ab und verweist auf die kleinen Triebabschnitte der Art.

## Beschreibung
Opuntia parviclada wächst strauchig mit aufsteigenden oder schwach ausgebreiteten Zweigen, ist meist von der Basis her verzweigt und erreicht Wuchshöhen von 20 bis 50 Zentimeter. Die dunkelgrünen, schwach verkehrt eiförmigen bis länglichen, schwach bis stark flaumigen Triebabschnitte sind um die Areolen purpurfarben überhaucht. Höcker sind nur an jungen Triebabschnitten ausgeprägt. Endständige Triebabschnitte sind 5 bis 10 Zentimeter lang und 2 bis 3 Zentimeter breit. Alle übrigen sind 9 bis 17 Zentimeter lang und 3,5 bis 4 Zentimeter breit. Die kreisrunden bis elliptischen Areolen messen 1 bis 1,5 Millimeter im Durchmesser und stehen 0,6 bis 1,3 Zentimeter voneinander entfernt. Sie tragen dunkelgelbe, 1 bis 1,5 Millimeter lange Glochiden. Die ein bis drei Dornen  können gelegentlich an älteren Triebabschnitten  fehlen. Sie sind nadelig, abstehend, weiß oder hellgelb und 0,6 bis 3,8 Zentimeter lang.
Die gelben, manchmal rötlich überhauchten Blüten reichen eine Länge von 2,5 bis 3,4 Zentimeter. Die verkehrt eiförmigen bis angedeutet verkehrt eiförmigen, roten, flaumigen Früchte weisen eine Länge von 1,8 bis 2,5 Zentimeter und einen Durchmesser von 1,2 bis 1,7 Zentimeter auf. Sie sind auffällig gehöckert.

## Verbreitung, Systematik und Gefährdung
Opuntia parviclada ist in den mexikanischen Bundesstaaten Oaxaca und Puebla im Tal von Tehuacán-Cuicatlán verbreitet.
Die Erstbeschreibung durch Salvador Arias Montes und Susana Gama López wurde 1997 veröffentlicht.
In der Roten Liste gefährdeter Arten der IUCN wird die Art als „Least Concern (LC)“, d. h. als nicht gefährdet, geführt. Die Entwicklung der Populationen wird als stabil angesehen.

## Nachweise